# محمد منصوری
محمد منصوری فهیم (زاده ۴ آبان ۱۳۶۲ در تهران) بازیکن فوتبال اهل ایران است.
وی سابقه بازی در تیم‌های ابومسلم، پرسپولیس، ذوب‌آهن اصفهان و پدیده مشهد را دارد.

## دوران باشگاهی

### آمار
| فصل                         | باشگاه         | کشور  | بازی | گل |
| --------------------------- | -------------- | ----- | ---- | -- |
| لیگ برتر فوتبال ایران ۸۴-۸۳ | ابومسلم        | ایران | ۱۱   | ۱  |
| لیگ برتر فوتبال ایران ۸۵-۸۴ | ابومسلم        | ایران | ۲۳   | ۱  |
| لیگ برتر فوتبال ایران ۸۶-۸۵ | ابومسلم        | ایران | ۲۷   | ۱  |
| لیگ برتر فوتبال ایران ۸۷-۸۶ | ابومسلم        | ایران | ۲۶   | ۲  |
| لیگ برتر فوتبال ایران ۸۸-۸۷ | پرسپولیس تهران | ایران | ۲۶   | ۱  |
| لیگ برتر فوتبال ایران ۸۹-۸۸ | پرسپولیس تهران | ایران | ۱۰   | ۰  |
| لیگ برتر فوتبال ایران ۹۰-۸۹ | پرسپولیس تهران | ایران | ۶    | ۱  |

## افتخارات
- جام حذفی فوتبال ایران
  - قهرمان: ۲
    - ۱۰/۲۰۰۹ با پرسپولیس
    - ۱۱/۲۰۱۰ با پرسپولیس